# Jiangshi (fiction)

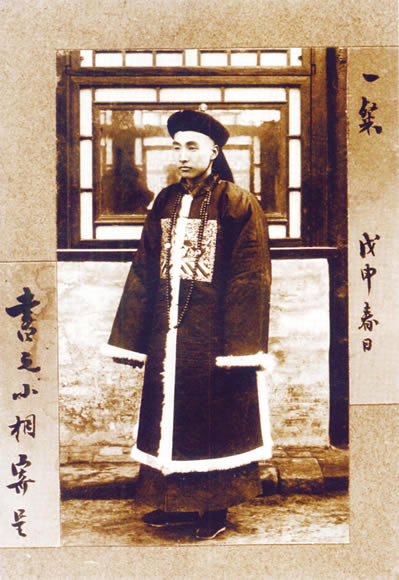
Les jiangshis sont toujours représentés en habits de fonctionnaires de la dynastie Qing avec un talisman fu, un papier avec des inscriptions, collé sur le visage pour les contrôler.

Le jiangshi (僵尸 en mandarin), ou goeungsi (殭屍 en cantonais), est un genre littéraire et cinématographique d'horreur basé sur une créature du folklore chinois (en). Il apparaît d'abord dans la littérature durant la dynastie Qing avant de devenir très populaire dans le cinéma hongkongais avec des films comme Mr. Vampire et L'Exorciste chinois qui mélangent l'horreur, la comédie et le kung fu.
Un jiangshi (« cadavre ») serait un humain à l'aspect cadavérique contrôlé par des prêtres taoïstes et tentant de dévorer les vivants ou d'absorber leur qi (essence vitale). Du point de vue occidental, il est un mélange entre le zombie et le vampire.

## Histoire

### Littérature

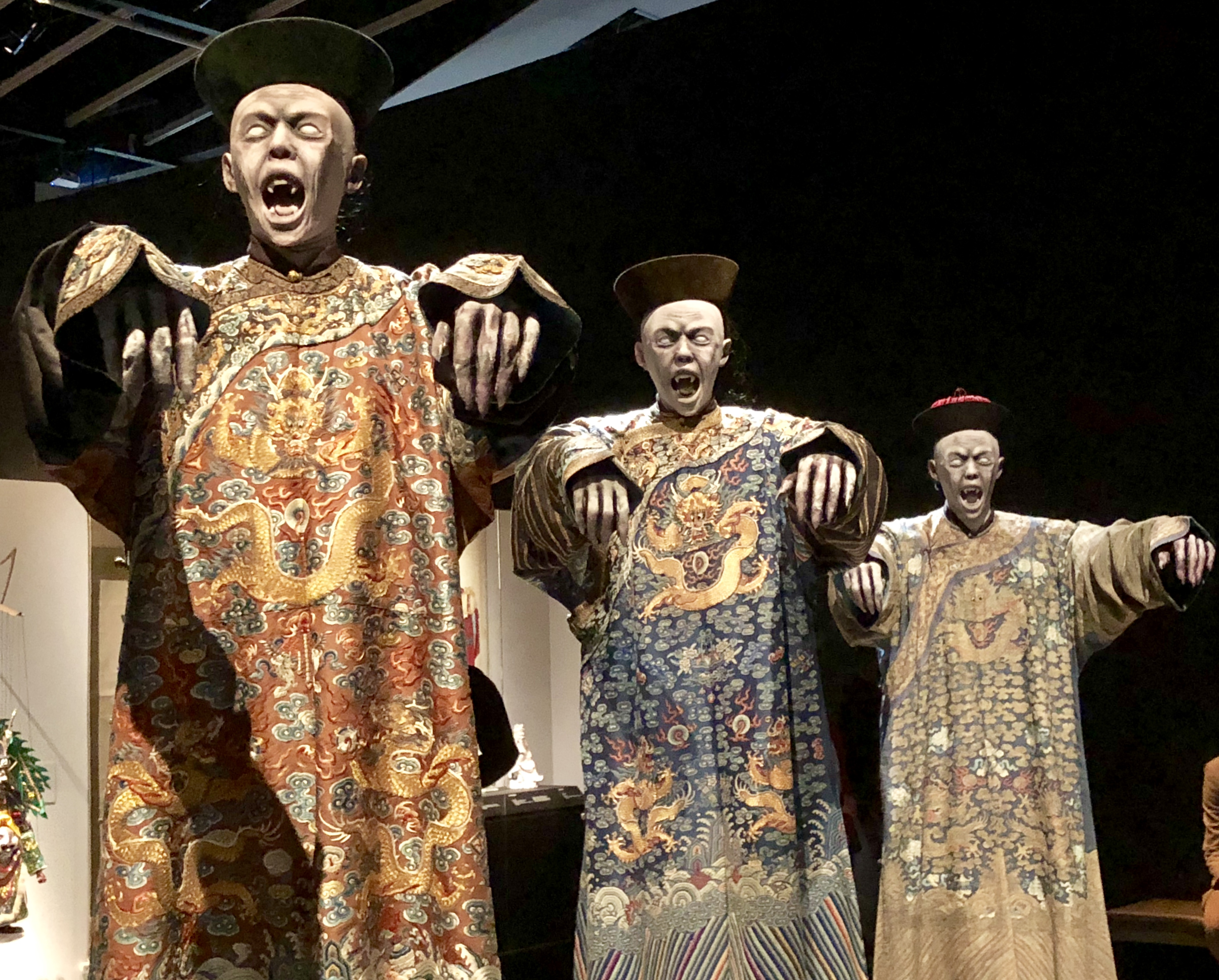
Créatures bondissantes jiangshis à l'exposition "Enfer et fantômes d'Asie" au Musée du quai Branly en 2018

Dérivé du folklore chinois, la fiction de jiangshis est d'abord apparue dans la littérature de la dynastie Qing. Le jiangshi est un cadavre réanimé par un prêtre taoïste qui le contrôle et le dirige vers un emplacement pour un enterrement approprié. Il se déplace par bonds et est capable d'absorber le qi, l'essence vitale. Les liens entre le jiangshi et les vampires et la traduction en anglais du jiangshi en tant que « vampire bondissant » est peut-être un stratagème commercial fabriqué par des studios de Hong Kong désireux d'entrer sur les marchés occidentaux. Cependant, contrairement aux vampires, le jiangshi ne boit pas de sang et ne désire pas l'immortalité.
Les récits de jiangshis font partie des histoires de fantômes et autres contes surnaturels. Ils sont en vedette dans l'histoire Transmutation d'un cadavre (Shibian) du recueil Shuyiji, Un démon vampirique (Jiangshi gui) et Aspersion d'eau (Penshui) dans Contes étranges du studio du bavard de Pu Songling et Le cadavre démoniaque (Jiangshi gui) dans le Shiyiji de Dongxuan Zhuren. Dans Aspersion d'eau, le cadavre animé crache un liquide qui tue la femme d'un fonctionnaire et ses deux domestiques. Dans Transmutation d'un cadavre, un voyageur est poursuivi par un jiangshi qui tue trois de ses compagnons. Il y a trente histoires de jiangshi dans Ce dont le Maître ne parlait pas (en) de Yuan Mei. L'écrivain Ji Yun fournit une description détaillée du folklore jiangshi dans son livre Notes de la chaumière des observations subtiles.

### Cinéma hongkongais

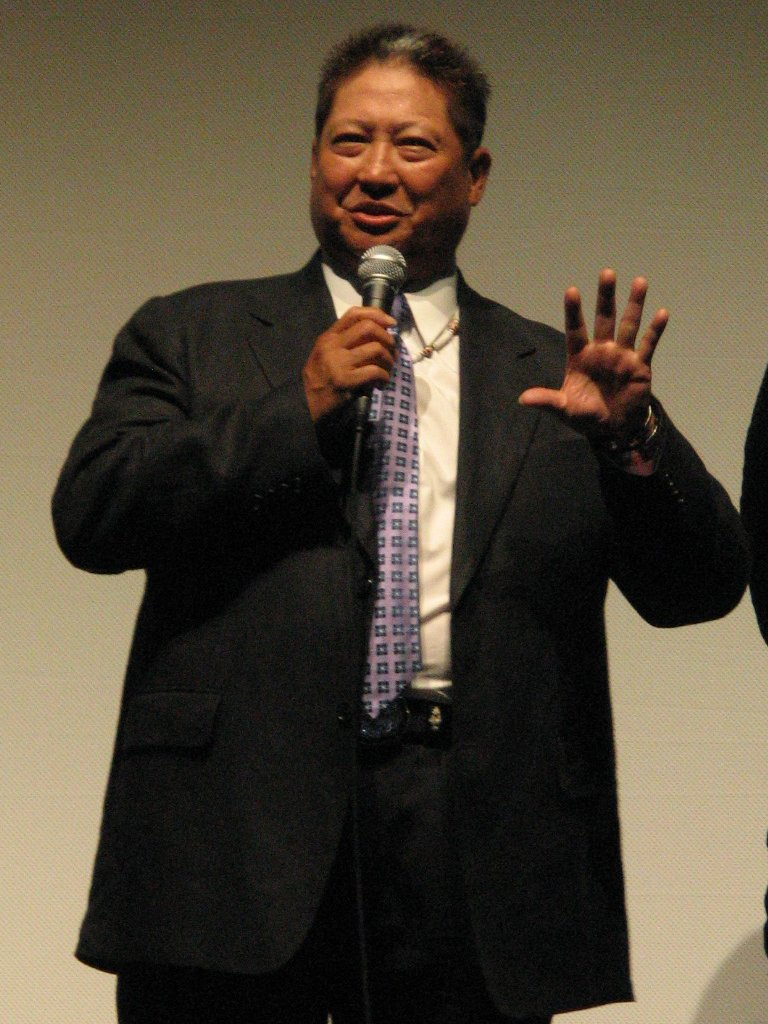
Sammo Hung est le réalisateur de L'Exorciste chinois et producteur de Mr. Vampire.

Un certain nombre de films de monstres sont produits avant le boom du jiangshi des années 1980 et 1990. Le premier concernant les vampires[Lesquels ?] est Le Vampire de minuit (en) (1936) de Yeung Kung-Leung. Des films de vampires sont également réalisés dans les années 1970 en mélangeant les vampires occidentaux avec les arts martiaux de Hong Kong. Les films de jiangshi des années 1980 marquent une distance vis-à-vis des vampires à la Dracula des précédentes productions. Les représentations cinématographiques du jiangshi montrent des cadavres en tenue traditionnelle changshan (en) avec un talisman sur sa tête permettant au prêtre taoïste de le contrôler. Les symboles issus de l'horreur occidentale sont moins nombreux mais toujours visibles. Le manteau, un motif des adaptations hollywoodiennes de Dracula, apparaît dans les films de jiangshi Vampire vs Vampire et A Bite of Love.
C'est le réalisateur Liu Chia-liang qui est le précurseur du genre avec ses comédies Wang Yu défie le Maître du Karaté (1975) et sa suite The Shadow boxing (1979) en établissant les principales trames comiques, thématiques ou narratives de même que les personnages archétypes.
L'Exorciste chinois (1980) de Sammo Hung est le premier film basé sur le jiangshi des légendes chinoises et le déclencheur du genre dans l’industrie cinématographique de Hong Kong. Le film est un exemple précoce de comédie d'horreur kung-fu et les jiangshis du film sont joués par des artistes martiaux. Une suite, L'Exorciste chinois 2, est réalisée par Ricky Lau en 1990.
Mr. Vampire, réalisé par Ricky Lau, est le succès décisif du genre. Le film établit plusieurs normes du genre. Le protagoniste devient un prêtre taoïste (fat-si), capable de lancer des sorts magiques et habile en kung-fu, qui utilise des pouvoirs surnaturels pour contrôler les morts-vivants. Il est assisté par des acolytes incompétents, dont les singeries sont prétexte à rire, et qui doit faire face à un esprit vengeur.
Dans les films de jiangshi suivants, le jiangshi interagit et existe aux côtés des vampires occidentaux. Dans le film Vampire vs Vampire (1989), un prêtre taoïste et un jiangshi enfant rencontrent un vampire britannique. Le jiangshi sauve le prêtre alors que ses sorts sont impuissants contre le vampire. L'apparition d'enfants jiangshi, une allusion à un personnage similaire dans Mr. Vampire 2, est une référence aux clichés des anciens films.
La popularité des films de Jiangshi décline au milieu des années 1990. Il y a cependant une brève résurgence des films de jiangshi et de vampire au début des années 2000. Tsui Hark produit Vampire Hunters en 2002 et The Twins Effect, réalisé par Dante Lam et Donnie Yen, sort en 2003. Vampire Hunters n'est pas une comédie comme les premiers films de jiangshi mais une initiative qui provoque des critiques de la part des connaisseurs du genre qui estiment que le film essaye de séduire un public plus « hollywoodien ». En 2009, Katy Chang réalise Nanjing Road, un film d'horreur de jiangshi contre l'expansion économique de la Chine. En 2013, Juno Mak sort Rigor Mortis en hommage à des films antérieurs tels que Mr. Vampire. En 2014, Daniel Chan réalise Sifu vs Vampire.
Les films de Jiangshi attirent un public international depuis leur heure de gloire. En Occident, le genre est populaire car il ressemble, tout en s'en distinguant, à celui des monstres du folklore européen et américain. Il est également populaire chez la diaspora chinoise et en Asie du Sud-Est : c'est par exemple un film de Jiangshi qui est projeté en plein air pour la fête de l'école dans le film thaïlandais Le Pensionnat.

### Séries TV
L'épisode Chi Vampire de la série d'animation Jackie Chan met en scène les héros rencontrant un jiangshi qui aspire le qi de Tohru, Jade, et de l'oncle qui se transforme en esclave vampire. Après le retour du qi volé, le jiangshi est détruit par la lumière du soleil, un peu comme un vampire occidental.

### Jeux vidéo
Dans Touhou Shinreibyou ~ Ten Desires, le boss de la 3e étape, Yoshika Miyako, est un jiangshi. Hsien-Ko (en) dans Darkstalkers est un jiangshi. Le jeu-vidéo Sleeping Dogs, qui a lieu à Hong Kong, a une extension appelée Cauchemar à North Point qui se base sur l'horreur et le folklore chinois et présente le jiangshi comme un ennemi à combattre. L'héroïne Mei du jeu Overwatch de Blizzard a un aspect inspiré des jiangshis pour l'événement Halloween Terror en 2017, ainsi qu'un emote « sautillant » où elle saute continuellement en ligne droite avec les bras tendus.
Les jiangshis (kyonshi en japonais) sont les principaux ennemis dans Phantom Fighter (en) de Nintendo. Cependant, ils sont désignés à tort comme des zombies au lieu de vampires. Un jiangshi apparaît en tant qu'ennemi dans le Royaume Chai, le quatrième et dernier monde du jeu vidéo Super Mario Land de 1989. Les jiangshis sont présentés comme des ennemis dans le jeu Spelunky. Ils peuvent être rencontrés dès la deuxième partie du jeu. Un jiangshi apparaît en tant que miniboss secret et facultatif dans Castlevania: Order of Ecclesia. Dans Kingdom Hearts 2, les ennemis sans cœur Nightwalker, qui apparaissent principalement dans le monde des Dragons, sont basés sur les jiangshis
Dans la seconde extension d'Age of Mythology, Tale of the Dragon, le jiangshi est un type d'unité chinoise produite dans les temples. Il a la faculté de régénérer ses points de vie en attaquant ses adversaires (êtres vivants et bâtiments), ce qui compense sa faible armure. Les jiangshi peuvent être entraînés par les joueurs ayant choisi de révérer Shennong ou Fu Xi avant le début de la partie, puis Zhong Kui lors du passage à l'âge héroïque.